# Public safety (utställning)
Public safety var en utställning i värmländska Skoghall, som i slutet av 1990-talet producerades av den statliga myndigheten Riksutställningar. Utställningen väckte uppmärksamhet genom att innehålla offentlig uppeldning av en tillfällig konsthall och två patrullerande amerikanska poliser.

## Bakgrund
1960-talet innebar en period av stora förändringar, även när det gällde intresset för alternativ konst och kreativa uttryck som innebar en förnyelse av hela det konstnärliga klimatet. Uppfattningen hos många konstnärer, i många länder, var att det gick att förändra ett samhälle med hjälp av konst i olika former. Tidsandan uppmuntrade kollektivt arbete för konstnärer som engagerade sig i samhällsfrågor. Kollektivet innebar en större kraft med fler möjligheter att påverka än en ensam konstnär hade, var grundtanken. Uttrycket hos och insatserna från en grupp var också viktigare än den enskilda individens, var en annan filosofi.
Tre decennier senare, i slutet på 1900-talet, fanns liknande strömningar. En stor del av de svenska samtidskonstnärerna började åter igen intressera sig för samhällsfrågor. Tankerna på det kollektiva konstnärliga arbetet började få fäste på nytt fast i andra former. Den här gången handlade det ofta om platsspecifika verk och olika så kallade happenings i det offentliga rummet. Människors samhällsengagemang skulle påverkas av konstnärliga händelser som skapades på plats.  
Det var i den här andan utställningen Public Safety presenterades i den värmländska bruksorten Skoghall.

## Tema
Utställningens grundtema kretsade kring begreppet ”säkerhet” och vad det kunde innebära. Syftet var att aktiviteterna kring Public Safety skulle bli en del av livet i Skoghall och engagera invånarna i olika frågor kring säkerhetstänkande, bland annat genom att sätta den allmänna säkerheten på prov.

## Produktion
Public Safety bestod av platsspecifika konstverk skapade av fyra konstnärer: Alfredo Jaar, Esther Shalev Gertz, Paco Cao och Jörgen Svensson som även organiserade utställningen. De fyra besökte på hösten 1999 Skoghall i flera omgångar för att bekanta sig med Skoghallsborna och platsen.

## Brand inför publik
Alfredo Jaar valde att bygga en konsthall av träreglar och papper, som han fyllde med verk av unga, svenska konstnärer. Projektet sponsrades av Skoghalls största arbetsgivare, pappersbruket Stora Enso. Den färdiga hallen invigdes till musik av ortens blåsorkester med åskådare på plats.
Syftet med konsthallsprojektet var inte i första hand att skapa något bestående och visa konst som inte folket i Skoghall hade bett om. Alfredo Jaars vill istället förmedla en vision om vad konst också kunde vara, flyktig och tidsbegränsad. Han meddelade därför att han tänkte bränna ner konsthallen 24 timmar efter invigningen, vilket resulterade i snabbt bildade protestgrupper som planerade att ta sig in i hallen för att stoppa förstörelsen. Några protesterade för att rädda virket som hallen hade byggts av.
Alfredo Jaars planer stoppades den dagen. Det blåste och ansvariga för brandsäkerheten hindrade honom från att elda. Dagen därpå var det bättre väder för en brasa och hallen brann inför publik.

## ”Snutarna” från Staterna
Ett annat av verken var Two American policemen av Jörgen Svensson, som själv hade vuxit upp i Skoghall och var bekant med samhället. Han bjöd in två poliser från USA för att under tio dagar patrullera stadens gator.
Jörgen Svensson jobbade utifrån föreställningen om den ”skjutglade” amerikanska polisen, som den så ofta hade skildrats i film och andra sorters media. Poliserna fick möta verkligheten i den lilla svenska orten och Skoghallsborna kunde möta och skaffa sig en egen bild av några USA-poliser.